# Mezonium
Mezonium – odmiana atomu wodoru, w którym jądro atomowe stanowi dodatnio naładowany mezon (np. kaon, pion), a nie proton.
Badanie takich obiektów służy weryfikowaniu przewidywań fizyki, głównie kwantowej.